# Ніколаос Деліянніс
Ніколаос Деліянніс (1845–1910) — тимчасовий прем'єр-міністр Греції з січня до червня 1895 року.